# Култукское городское поселение
Култу́кское городское поселение или Култу́кское муниципа́льное образова́ние — муниципальное образование со статусом городского поселения в составе Слюдянского района Иркутской области Российской Федерации.
Административный центр — рабочий посёлок (посёлок городского типа) Култук.

## Границы
Согласно закону «О статусе и границах муниципальных образований Слюдянского района Иркутской области» 

…С севера Култукское муниципальное образование граничит с Шелеховским районом Иркутской области. Граница начинается от истока р. Большая Крутая Губа и идёт в северо-западном направлении до горы Камень Мойготы. Протяжённость северной границы составляет 25 км 200 м. С запада муниципальное образование граничит с Быстринским муниципальным образованием. Граница идёт от горы Камень Мойготы, пересекая хребет Шиманская грива, автодорогу "Иркутск - Монды" на расстоянии 11 км от рабочего посёлка Култук в сторону Монд до отметки 962 м, от которой поворачивает на восток. Протяжённость западной границы составляет 14 км 600 м. С юга граничит со Слюдянским муниципальным образованием и оз. Байкал. Граница начинается от отметки 962 м и идёт до оз. Байкал (район устья р. Култучная) на протяжении 10 км 600 м, пересекая реки Большой Бурутуй, Малый Бурутуй, Талая. Далее южная граница проходит по береговой линии оз. Байкал до километра 139 + 600 Кругобайкальской железной дороги. С востока Култукское муниципальное образование граничит с Маритуйским муниципальным образованием. Граница начинается от 139 км 600 м Кругобайкальской железной дороги и идёт в северо-западном направлении на расстояние 3 км 400 м по правому берегу р. Большая Крутая Губа, затем поворачивает на северо-восток до границы с Шелеховским районом. Протяжённость восточной границы составляет 7 км 200 м.

## Население
| 2010  | 2011  | 2012  | 2013  | 2014  | 2015  | 2016  |
| ----- | ----- | ----- | ----- | ----- | ----- | ----- |
| 4516  | ↗4520 | ↘4504 | ↘4434 | ↗4461 | ↘4428 | ↗4436 |
| 2017  | 2021  |       |       |       |       |       |
| ↗4465 | ↘3982 |       |       |       |       |       |

## Населённые пункты
В состав муниципального образования входят 5 населённых пунктов:
| № | Населённый пункт | Тип населённого пункта | Население |
| - | ---------------- | ---------------------- | --------- |
| 1 | Ангасольская     | посёлок                | ↘16       |
| 2 | Ангасолка        | посёлок ж.д. ст.       | ↗667      |
| 3 | Андрияновская    | посёлок ж.д. ст.       | ↘98       |
| 4 | Култук           | рабочий посёлок (пгт)  | ↘3408     |
| 5 | Широкая          | посёлок                | →4        |